# Richard Katzer
Richard Rudolf Katzer (ur. w 1888 w Eckersdof, ob. Bożków, zm. w XX wieku) – niemiecki kolarz torowy i szosowy, wicemistrz olimpijski.

## Kariera
Największy sukces w karierze Richard Katzer osiągnął w 1908 roku, kiedy wspólnie z Maxem Götze, Karlem Neumerem i Hermannem Martensem wywalczył srebrny medal w drużynowym wyścigu na dochodzenie podczas igrzysk olimpijskich w Londynie. Na tych samych igrzyskach wystartował jeszcze w czterech konkurencjach kolarskich, ale w każdym przypadku plasował się poza czołową dziesiątką. Srebrny medal w drużynie był jedynym trofeum wywalczonym przez Katzera na międzynarodowej imprezie tej rangi. Nigdy nie zdobył medalu na torowych mistrzostwach świata, zdobył za to złoty medal szosowych mistrzostw kraju w drużynowej jeździe na czas w 1907 roku.